# Líneik Anna Sævarsdóttir

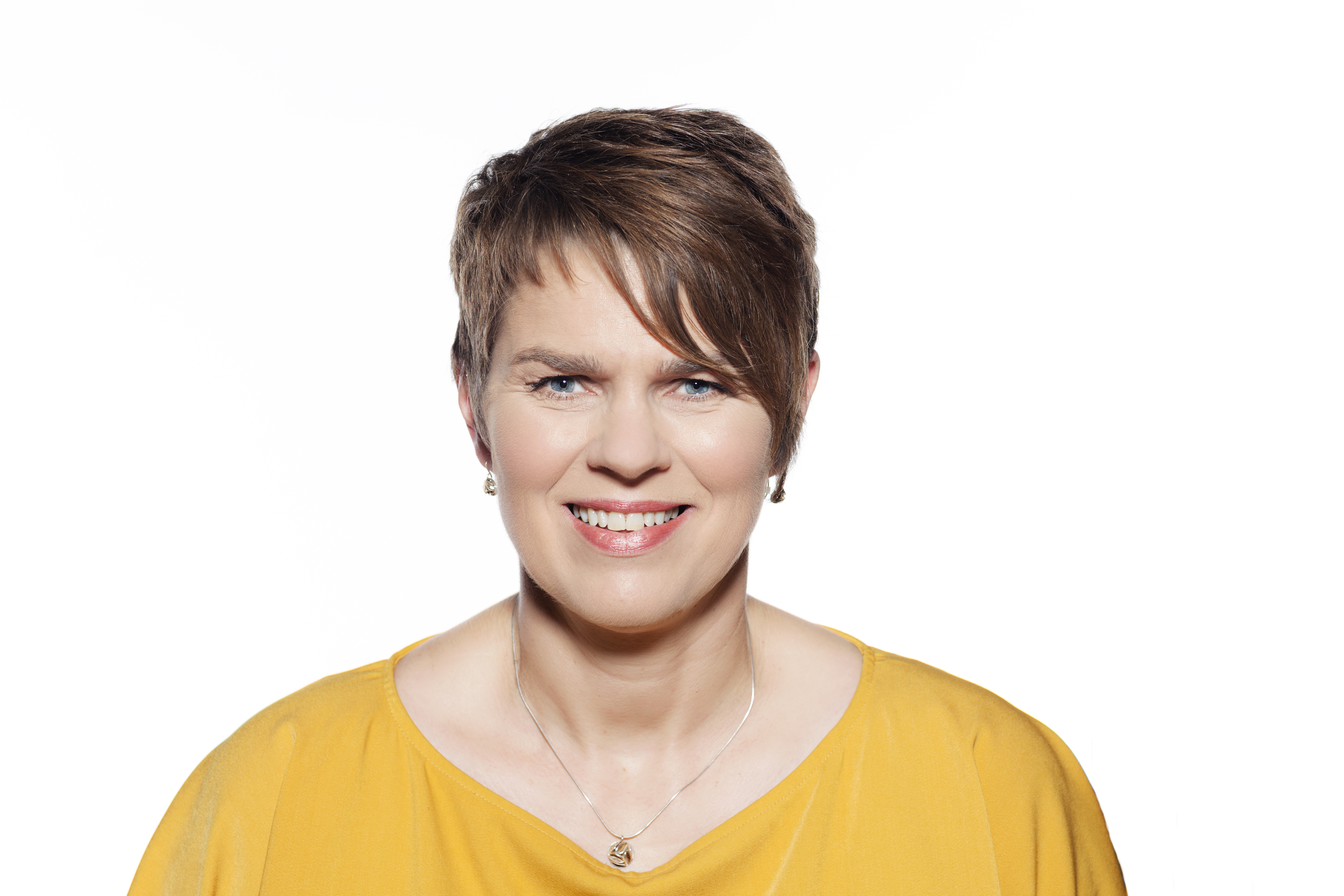
Líneik Anna Sævarsdóttir (2016)

Líneik Anna Sævarsdóttir (* 3. November 1964 in Reykjavík) ist eine isländische Politikerin (Fortschrittspartei).
Líneik Anna erhielt 1989 einen Bachelor in Biologie von der Universität Island, an der sie 1991 zudem einen Abschluss in Pädagogik und Didaktik machte. Sie war unter anderem im Weiterbildungsbereich der landwirtschaftlichen Fachhochschule von Hvanneyri und als Schulleiterin der Grundschule von Fáskrúðsfjörður tätig.
Seit der isländischen Parlamentswahl vom 27. April 2013 war Líneik Anna Abgeordnete des isländischen Parlaments Althing für den nordöstlichen Wahlkreis. Sie gehörte den Parlamentsausschüssen für Wirtschaftsangelegenheiten und Handel sowie Justiz und Erziehung an und war Mitglied der isländischen Delegation in der Konferenz der Parlamentarier der Arktisregion. Zur vorgezogenen Parlamentswahl vom 29. Oktober 2016 trat Líneik Anna Sævarsdóttir wieder an, wurde jedoch nicht gewählt. Sie stand an dritter Stelle der Liste der Fortschrittspartei für den nordöstlichen Wahlkreis, die Fortschrittspartei errang in diesem Kreis aber nur zwei Sitze. Nach der ebenfalls vorgezogenen Wahl vom 28. Oktober 2017 konnte sie ihren Sitz wieder einnehmen.